# Courcelette
Courcelette é uma comuna francesa na região administrativa de Altos da França, no departamento de Somme. Estende-se por uma área de 4,66 km². Em 2010 a comuna tinha 155 habitantes (densidade: 33,3 hab./km²).